# 血ノ池軟膏
血ノ池軟膏（ちのいけなんこう）は、大分県別府市野田にある血の池地獄の沈澱物を用いた一般用医薬品（第3類医薬品）の軟膏である。別府市に所在する有限会社福泉製薬所が製造し、血の池地獄が販売する。
正式名称は「別府血ノ池軟膏」。地獄の名称は現在「血の池」と表記するが、軟膏の名称は「血ノ池」と表記する。

## 概要

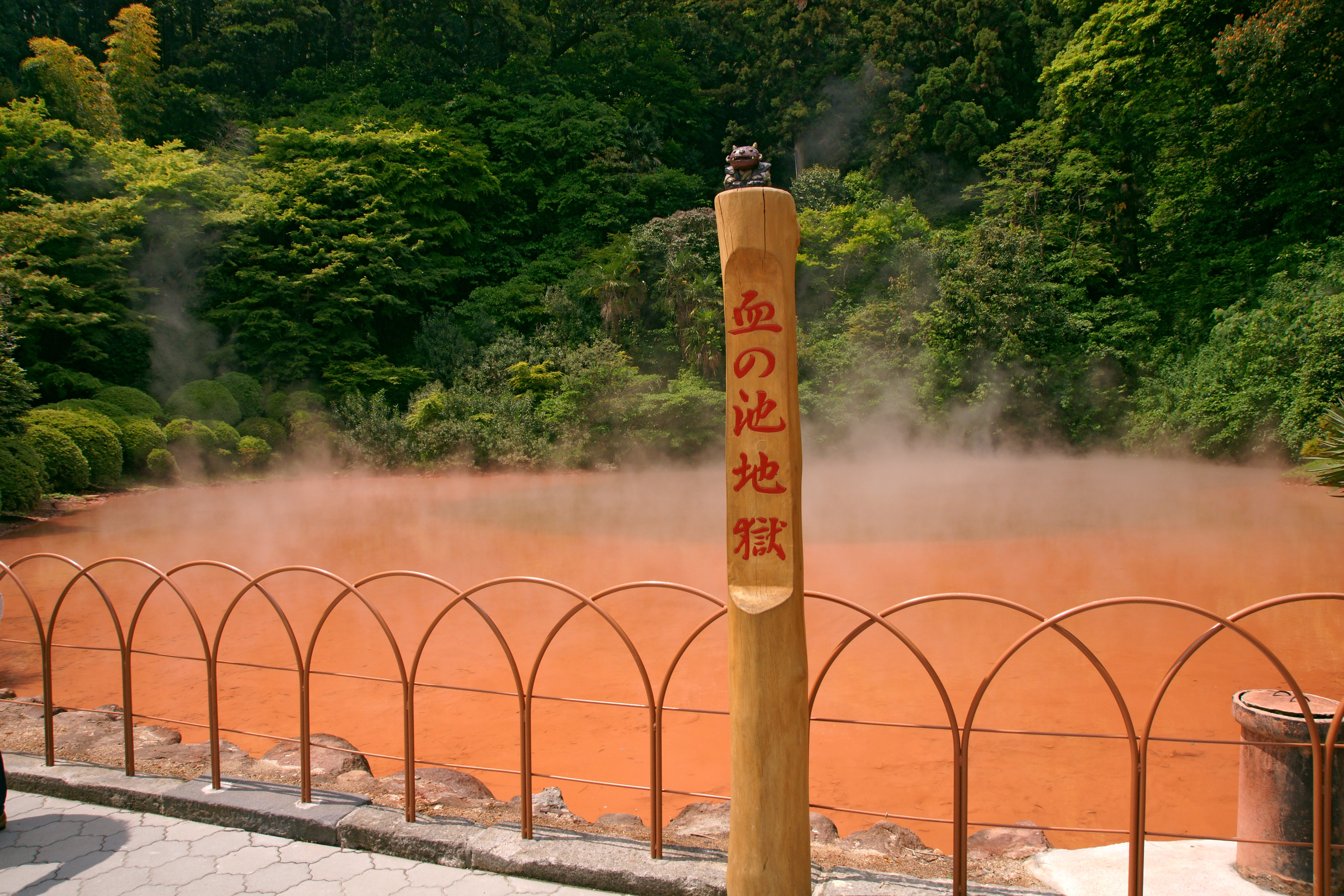
血の池地獄

日本有数の温泉地・別府温泉には、超高温泉の噴出する「地獄」がいくつも存在する。そのうち柴石温泉の血の池地獄は、『豊後国風土記』には「赤湯泉」、『万葉集』には「赤池」として登場する。「血の池」の由来でもある池の底の赤い沈澱物に薬効成分が含まれることから、古くからこれを採取して軟膏とし利用して来た。明治時代には販売されていたことが記録に残っており、当時は貝殼に詰めて売られていた。
現在販売されているものは、容量22グラムで扁平なプラスチック容器に入っている。軟膏の色は濃厚な赤茶色。極めて粘稠で、独特の強い薬品臭を持つ。
外袋は紙製の封筒で、青地に牙をむき出しにした赤鬼を上に据え、背後に地獄の池と湯煙を思わせる絵を重ねて、真ん中に「別府血ノ池軟膏」、左右に「家庭常備」「皮膚病藥」と筆書きのロゴを配している。なお最近では、この外袋のデザインを用いたTシャツも販売されている。

## 成分
- 血ノ池地獄鉱泥 - 8g
- 硫黄 - 4g
- モクタール - 4g
- 黄色ワセリン - 6g

（22g中）
最も大きな割合を占め、主要な薬効成分となっているのが血の池地獄の「鉱泥」である。これは湯の沈澱物のことであり、いわば温泉成分を濃縮した存在とも言える。血の池地獄の泉質は含鉄泉の一種の酸性－鉄（Ⅱ）－硫酸塩（旧泉質名：酸性緑礬泉）であり、慢性皮膚病に効能がある。鉄化合物の沈澱であるため、赤色を呈している。
この他、薬効成分として硫黄とモクタールが用いられている。硫黄は角質を軟化させるとともに、殺菌作用を持つ。一方モクタールは赤松や黒松の木部から取れる成分で、炎症やかゆみを抑えるとともに、硫黄同様殺菌作用を持っている。どちらも効能が湿疹や白癬に類する皮膚病に特化しているのが特徴である。また双方とも独特の薬品臭を持ち、モクタールに関しては色が黒い。軟膏の濃厚な赤茶色や薬品臭は鉱泥とこれらの成分による。
基剤は黄色ワセリンで、成分中約30%を占め、鉱泥に次いで含有量が多い。

## 適応症
たむし・水虫・しらくも・疥癬・火傷・しもやけ・ひび・あかぎれ。
このように多くの皮膚病に効くとされているが、実際には白癬に類する皮膚病の薬として使用されて来た経緯があり、なかんずく水虫に関しては専用の薬が出来るまで水銀軟膏と並んで有効な民間治療剤とされていた。むろんその他の適応症に関しても硫黄やモクタール、黄色ワセリンの適応症と重なるため、無根拠ではない。
なお、硫黄分が皮膚に対し強い刺激を与えるため、目の周囲、粘膜、外傷や化膿のひどい患部には使用してはいけない。また、べたべたとしていて色がつきやすいため、衣類や寝具類を汚さないよう注意する必要もある。

## 販売
血の池地獄の園内のみで販売されている。販売所は園内にあるが、軟膏を買い求めるだけの場合にはその旨を伝えれば入場料を払わずに購入が可能。また、通信販売も行っている。